# Andy McNab
Andy McNab (Medalla de Conducta Distinguida y Medalla Militar) (Londres, 28 de diciembre de 1959) es un exsargento británico, convertido en novelista. McNab adquirió atención pública en 1993, cuando publicó su versión de la fallida misión del SAS, Bravo Two Zero. Subsecuentemente ha escrito tres autobiografías y una serie de novelas de ficción, incluyendo una especialmente comisionada por el Quick Reads Initiative, para ayudar a incrementar la lectura en los adultos. Por razones de seguridad, Andy McNab es un seudónimo.

## Primeros años
Poco después de nacer en el Guy’s Hospital, fue abandonado en un edificio de Southwark. Creció en Peckham, con su familia adoptiva, involucrándose en actos delictivos hasta que fue arrestado. En 1976, poco antes de su arresto, tenía la intención de ser piloto en el ejército, pero falló en el examen de admisión. Ese mismo año, se enlistó en el Royal Green Jackets - RGJ, siendo un joven soldado de 16 años.

## Carrera militar
Después de haberse enlistado en el RGJ en 1976, fue enviado a Kent para realizar su entrenamiento básico, al mismo tiempo que practicaba boxeo con el equipo de su regimiento. Después de concluir el entrenamiento, fue designado al Rifle Depot en Winchester. En 1977 pasó algún tiempo en Gibraltar en su primer puesto operacional, con el 2° RGJ. De diciembre de 1977 a junio de 1978, fue enviado al sur de Armagh en Irlanda, como integrante de la intervención del ejército británico en los problemas de la zona. De 1978 a 1979 regresó a Armagh, ya con el puesto de cabo segundo, peleando por primera vez contra el PIRA. Es en 1982, después de haber pasado ocho años con los RGJ, que decide realizar los exámenes de selección para el SAS. Finalmente es aceptado en 1984 y deja el RGJ para comenzar con el SAS.
Mientras estuvo al servicio del Escuadrón B del 22° Regimiento del SAS, alrededor de diez años, realizó operaciones libres y encubiertas por todo el mundo. Estas incluían acciones de contraterrorismo, operaciones antinarcóticos en el medio y lejano Oriente, en el centro y sur de América y en el norte de Irlanda. McNab fue entrenado como especialista en contraterrorismo, eliminación de objetivos designados, demoliciones, tácticas especiales, tareas de inteligencia, recolección de información en ambientes hostiles y protección de personas importantes. Trabajó conjuntamente con la policía, los servicios de custodia en prisiones, con unidades antinarcóticos y realizando operaciones convencionales. Pasó dos años en el norte de Irlanda como activo encubierto con la 14 Intelligence Company.
Mientras estaba en el SAS, colaboró directamente con la Delta Force, el FBI y la DEA. Es en febrero de 1993 que abandona el SAS, siendo el soldado más condecorado del ejército británico. Ahora escribe sobre asuntos militares y de seguridad en Estados Unidos y el Reino Unido. Ha sido instructor de selección y entrenamiento en el SAS, en unidades de operaciones especiales de contraterrorismo, de rescate de rehenes y de entrenamiento en supervivencia.
Durante la primera Guerra del Golfo en 1991, McNab comandó la patrulla Bravo Two Zero, compuesta de ocho hombres y encargada de destruir las líneas subterráneas de comunicación entre Bagdad y el noroeste de Irak. Asimismo la unidad tenía que encontrar y destruir los lanzadores móviles de misiles SCUD. La patrulla se infiltró exitosamente en Irak durante enero de 1991, pero pronto se vio comprometida la misión. Un enfrentamiento con tropas iraquíes obligó a la patrulla a escapar hasta la neutral Siria. Tres de los ocho hombres fueron asesinados, cuatro capturados después de tres días de caminata y solamente uno logró escapar: Chris Ryan. Uno de los cuatro prisioneros fue McNab, quien fue retenido y torturado durante seis semanas. Cuando fue liberado, presentaba daños de nervios en ambas manos, un hombro dislocado, diversos órganos lesionados y una infección de hepatitis B. Después de seis meses de recibir tratamiento médico, regresó al servicio activo. Los sucesos de la patrulla Bravo Two Zero son conocidos por todo el mundo y en palabras del comandante de la patrulla permanecerán en la historia del regimiento por siempre.

## Carrera posterior al SAS
Mientras escribía el libro Bravo Two Zero, Andy McNab eligió este seudónimo. Cuando aparece en televisión para promover sus libros o en actos como experto de servicios especiales, su rostro aparece sombreado para evitar su identificación. Larry King afirmó durante la aparición de McNab en su programa de CNN: Está en las sombras por su seguridad, ya que algunos grupos terroristas lo están buscando. 
De acuerdo al libro The Big Breach, de Richard Tomlinson, un espía renegado del MI6, McNab fue parte de un equipo especial de entrenamiento después de la guerra de Irak que se encargaba del adiestramiento de los reclutas del MI6 en tácticas de sabotaje y guerra de guerrillas.
Después de abandonar el ejército, desarrolló e impartió un curso especializado de entrenamiento para nuevos grupos, periodistas y miembros de organizaciones no gubernamentales que trabajan en ambientes hostiles.
Andy McNab ha escrito las experiencias que vivió en el SAS en dos libros, Bravo Two Zero (1993) y Acción Inmediata (1995). Bravo Two Zero es el libro bélico más vendido de todos los tiempos (más de un 1.7 millones de ejemplares). Una película de la BBC acerca de los sucesos de la patrulla Bravo Two Zero, protagonizada por Sean Bean, fue estrenada en el BBC One en 1999 y lanzada en DVD al año siguiente.